# Diritti LGBT a Palau
L'omosessualità è legale nel paese ma le persone LGBT non godono di nessuna tutela e le coppie formate da persone dello stesso sesso non hanno alcuna forma di unione riconosciuta per legge.

## Legalità dell'attività sessuale tra persone dello stesso sesso
Dopo le raccomandazioni di altri paesi durante la Revisione periodica universale dell'ottobre 2011, il governo Palauan ha promesso di depenalizzare completamente l'omosessualità.
Nell'aprile 2014, il presidente Tommy Remengesau ha firmato il nuovo codice penale, eliminando le disposizioni che vietavano il sesso consensuale tra persone dello stesso sesso. Il codice penale è entrato in vigore il 23 luglio 2014.

## Riconoscimento delle relazioni tra persone dello stesso sesso
La Costituzione del paese definisce il matrimonio come l'unione di un uomo e una donna. Il divieto di matrimonio tra persone dello stesso sesso è stato aggiunto alla Costituzione nel 2008. Il divieto era tra i 22 emendamenti approvati durante il referendum del 4 novembre 2008.

## Condizioni di vita
L'esposizioni aperte di affetto tra partner dello stesso sesso possono offendere gli abitanti del luogo.

## Tabella riassuntiva
| Depenalizzazione dell'omosessualità                                                                           | (maschile dal 2014; femminile è stata sempre legale) |
| Uguale età del consenso rispetto agli eterosessuali                                                           | (dal 2014)                                           |
| Divieto di discriminazione nel posto di lavoro                                                                | No                                                   |
| Divieto di discriminazione nella fornitura di beni e servizi                                                  | No                                                   |
| Leggi anti-discriminazione in tutti gli altri settori (inclusa discriminazione diretta ed espressioni d'odio) | No                                                   |
| Matrimonio egualitario                                                                                        | (incostituzionale dal 2008)                          |
| Unione civile                                                                                                 | No                                                   |
| Step-child adoption                                                                                           | No                                                   |
| Adozione congiunta per le coppie dello stesso sesso                                                           | No                                                   |
| Diritto per le persone LGBT di poter servire nelle forze armate                                               | Non ha un esercito                                   |
| Diritto di cambiare genere legale                                                                             | No                                                   |
| Maternità surrogata per le coppie omosessuali                                                                 | No                                                   |
| Accesso alla fecondazione in vitro per le lesbiche                                                            | No                                                   |
| Permesso di donare il sangue                                                                                  | No                                                   |